# Cserey Farkas (1773–1842)
Nagyajtai Cserey Farkas (Bécs, 1773. október 28. – Bécs, 1842. december 25.) császári és királyi kamarás, később őrnagy, író.

## Élete
Idősebb Cserey Farkas fia volt. Bécsben tanult, majd több utazást tett Európa-szerte. Katonai pályáján őrnagyi rangot ért el, és részt vett a napóleoni háborúkban. Az 1817-es éhínség során gabonát osztott a népnek, azonfelül elengedett kétezerkétszáz napszámot és három évi tizedet. Felesége, Haller Krisztina halála után Bécsbe költözött. Az 1820-as évek közepétől egyre jobban eladósodott, szegényen halt meg.
Mint szenvedélyes botanikus krasznai kertjében több száz fát és növényt nevelt; 1813-ban tervezetet küldött be az erdélyi főkormányszéknek egy Kolozsváron létesítendő füvészkertről. Igen művelt férfi volt; Döbrenteinek irodalmi érdemei méltatásául emlékpénzt veretett. Tagja volt a királyi természettudományi s a jénai mineralógiai társulatnak.
Szerteágazó irodalompártoló tevékenységet fejtett ki, és jó barátságban volt Kazinczy Ferenccel, Kis Jánossal, Döbrentei Gáborral, Aranka Györggyel. Támogatta Csokonai Vitéz Mihály emlékművének felállítását, a Döbrentei-féle Erdélyi Múzeum megindítását. Kiadta apjának id. Cserey Farkasnak A magyar és székely asszonyok törvénye (Kolozsvár, 1800.) című munkáját.
A hazai műemlékvédelmi szemlélet korai képviselőjeként indítványozta az egyházi művészet emlékeinek összeírását, adatainak rendszerezését.

## Munkái
- A fekete ember, egy tréfa 2 felvonásban. ford. Kolozsvár, 1800. (Gotter után Cs. Farkas. Pesten adatott 1811. okt. 20.)
- A falusi nevelésnek módgyáról való vélekedés. Nagyvárad, 1806.

### Kéziratban
- Türedelem és felebaráti szeretet, Eckartshausen után ford. (Kelt Krasznán 1804. dec. 4. ajánlva gróf Széchenyi Ferencnek) és levelei Nagy Gáborhoz (1805. júl. 5., 1806. szept. 20.) a Nemzeti Múzeumban;
- Leírása azon Hazai Plántáknak, mellyek a ház tartásban, kézmívekben, kereskedésben foganatosan használtatnak
- Levele Aranka Györgyhöz (1808-ban egy Sebesváralján talált római feliratos kő felől) az erdélyi múzeumban a Mike Sándor-féle gyűjteményben.
- Levelei, összesen 17 darab, melyeket Wesselényi Miklós báróhoz írt (1806–38.), a család görcsöni levéltárában vannak.
- Kazinczyval levelezésben állott, annak hozzá intézett 1805–10. leveleiből a Figyelőben (II–IV. 1877–78.) Horváth Döme huszat, a Reformban (1873. 140. 142. 146. 1874. 9. sz.) Molnár Antal 22-öt, a Szépirod. Figyelőben is (1831. 46. 47. sz.) Gyulai Pál kettőt közöl; van még a Vasárn. Ujságban (1870. 24. 25.) kettő s a Kecskeméti Lapokban (1872. 2. sz.) egy. Csereynek Kazinczyhoz írt leveleit (3 kötet) a Magyar Tudományos Akadémia könyvtára őrzi. Ezenkívül van Kazinczynak hozzá intézett levele (1805) a Tanulmányok és kritikák (1964) című kötet 5-11. oldalán.